# Región de Alaotra-Mangoro
Alaotra-Mangoro es una región en el este de Madagascar. Limita con la Región de Sofía, en el norte, región de Analanjirofo en el noreste, Región de Atsinanana en este, Región de Vakinankaratra en el suroeste, Región de Analamanga en el oeste y Región de Betsiboka en el noroeste. La capital de la región es Ambatondrazaka, y la población se estimó en 877.700 habitantes en 2004. El área de la región es de 31.948 kilómetros cuadrados (12.335 millas cuadradas).
La región se divide en cinco distritos:
- Distrito de Ambatondrazaka (Ambatondrazaka)
- Distrito de Amparafaravola (Amparafaravola)
- Distrito de Andilamena (Andilamena)
- Distrito de Anosibe An'ala (Anosibe An'ala)
- Distrito de Moramanga (Moramanga)

## Reservas de vida silvestre
- Parque Nacional de Andasibe-Mantadia
- Reserva Analamazoatra
- Parque Nacional Zahamena